# Cryptophagus alexagrestis
Cryptophagus alexagrestis es una especie extinta de escarabajo del género Cryptophagus, familia Cryptophagidae. Fue descrita científicamente por Lyubarsky & Perkovsky en 2011.
Se cree que esta especie ha sido encontrada en ámbar de Rovno, un tipo de ámbar que se sitúa en Óblast de Rivne (Ucrania).